# Рединья
Рединья (порт. Redinha) — район (фрегезия) в Португалии, входит в округ Лейрия. Является составной частью муниципалитета Помбал. По старому административному делению входил в провинцию Бейра-Литорал. Входит в экономико-статистический субрегион Пиньял-Литорал, который входит в Центральный регион. Население составляет 2363 человека на 2001 год. Занимает площадь 42,08 км².
Покровителем района считается Дева Мария (порт. Nossa Senhora da Conceição).